# Eleições legislativas regionais nos Açores
As eleições legislativas regionais nos Açores, também designadas eleições para a Assembleia Legislativa da Região Autónoma dos Açores, realizam-se desde 1976. Nos termos da Constituição da República Portuguesa, a Assembleia Legislativa de cada uma das regiões autónomas é «eleita por sufrágio universal, direto e secreto, de harmonia com o princípio da representação proporcional.» O número de deputados e a sua repartição por círculos eleitorais é deixada para o Estatuto Político-Administrativo e para a lei eleitoral, diplomas especiais a elaborar nos termos do artigo 226.º da Constituição (na sua versão atual). No seu atual enquadramento, a Assembleia Legislativa é eleita para mandatos de quatro anos, sendo os deputados eleitos por dez círculos eleitorais (um por cada uma das nove ilhas dos Açores e um círculo regional de compensação). O número de deputados e a sua repartição pelos círculos eleitorais têm variado, fixando-se, para as eleições de 16 de outubro de 2016, em 57 assentos, dos quais cinco eleitos pelo círculo regional de compensação.

## Atos eleitorais
O número de deputados, o número de círculos eleitorais e a repartição dos deputados pelos círculos são matérias que desde 1976 têm sido reguladas por dois diplomas: (1) o Estatuto Político-Administrativo da Região Autónoma dos Açores (adiante designado por EPARAA); e (2) a lei eleitoral para a Assembleia Regional dos Açores. Dada a natureza paraconstitucional do EPARAA, consagrada na Constituição desde 1976, as normas estatutárias prevalecem sobre a lei eleitoral nas matérias por elas reguladas. Nesses casos, a lei eleitoral faz a sua transposição e procede ao desenvolvimento daquelas normas.
Desde a entrada em vigor da Constituição de 1976 já se realizaram as seguintes eleições parlamentares nos Açores:
- Eleições de 1976 — O Estatuto Provisório da Região Autónoma dos Açores foi aprovado pelo decreto-lei n.º 318-B/76, de 30 de abril,[4] o qual no seu artigo 7.º fixou os círculos eleitorais e a forma de calcular o número de deputados a eleger em cada um desses círculos. No mesmo suplemento do Diário da República, foi publicado o decreto-lei n.º 318-C/76, também de 30 de abril,[5] que com as alterações introduzidas pelo decreto-lei n.º 427-E/76, de 1 de junho,[6] viria a regular as primeiras eleições para o parlamento açoriano. A solução para a determinação e distribuição do número de deputados constante do Estatuto Provisório foi transcrita para o artigo 2.º deste diploma: «Haverá nove círculos eleitorais, correspondentes a cada uma das ilhas do território eleitoral e designados pelo respectivo nome» e «Cada um dos círculos referidos no número anterior elegerá dois Deputados, e mais um por cada 7500 eleitores recenseados ou fracção superior a 1000». Da aplicação destas normas resultou um parlamento com 43 deputados.
- Eleições de 1980 — Pela lei n.º 39/80, de 5 de agosto, foi aprovado o Estatuto Político-Administrativo da Região Autónoma dos Açores (adiante EPARAA), o qual, no seu artigo 11.º, fixou o número de deputados e a sua repartição pelos círculos eleitorais nos mesmos termos do Estatuto Provisório. Entretanto, dado que versão inicial da Constituição de 1976 não reservava a aprovação do regime jurídico da eleição do parlamento açoriano para lei orgânica da Assembleia da República, esta, pela lei n.º 21/80, de 26 de julho, autorizou o Governo da República a rever aquele regime. Ao abrigo daquela autorização, o Governo emitiu o decreto-lei n.º 267/80, de 8 de agosto, que aprovou a versão inicial da lei eleitoral para a Assembleia Regional dos Açores, hoje Assembleia Legislativa da Região Autónoma dos Açores. Essa lei, na vigência da sua sétima alteração, continua a regular as eleições regionais. A matéria referente ao número de deputados e à sua repartição pelos círculos eleitorais está fixada no artigo 13.º daquele diploma, o qual transcrevendo o artigo 11.º do EPARAA, estabeleceu: «Em cada círculo eleitoral serão eleitos dois deputados e mais um por cada 7500 eleitores ou fracção superior a 1000.» A estes deputados acrescia um deputado por cada um dos círculos eleitorais exteriores ao território regional, sendo que para o efeito os «eleitores residentes fora do território da Região são agrupados em dois círculos eleitorais, um abrangendo todo o restante território nacional e outro o dos demais países» (n.º 3 do artigo 12.º). A existência destes círculos exteriores, destinados aos emigrantes açorianos, foi declarada inconstitucional com força obrigatória geral pela resolução n.º 68/82, de 22 de Abril, do Conselho da Revolução, essencialmente por aquele órgão considerar que violariam o «princípio da soberania popular, tal como a Constituição o configura na sua particular dimensão regional, o princípio da unidade da cidadania e o princípio da unidade do Estado». Apesar da Assembleia Regional, pela sua resolução n.º 5/82/A, de 14 de agosto, ter solicitado ao Conselho da Revolução que, anulando a sua decisão sobre a inconstitucionalidade, mandasse ouvir os órgãos de governo próprio da região autónoma, que não tinham tido a oportunidade de arguir o assunto, a decisão manteve-se e a eleição da então Assembleia Regional ficou reduzida aos nove círculos de ilha. Foram eleitos 43 deputados, o mesmo número da legislatura anterior.
- Eleições de 1984 — As primeira e segunda alterações à lei eleitoral, resultantes da lei n.º 28/82, de 15 de novembro, e da lei n.º 72/93, de 30 de novembro, versaram apenas matérias jurisdicionais e de fiscalização do processo eleitoral, em nada interferindo com o número de deputados ou com a sua distribuição. Contudo, apesar de não haver alteração à lei eleitoral, o número de deputados foi alterado por via do Estatuto Político-Administrativo, graças à lei n.º 9/87, de 26 de março, que aprovou a primeira revisão do Estatuto Político-Administrativo da Região Autónoma dos Açores. Aquela revisão alterou a redação do n.º 2 do artigo 11.º do EPARAA, o qual ficou com a seguinte redação: «Cada círculo eleitoral elegerá dois deputados e mais um por cada 6000 eleitores recenseados ou fracção superior a 1000.» Em consequência, nas eleições de 1988 o número de deputados passou de 44 para 51, sendo contempladas as ilhas de São Miguel (+4), Terceira (+2) e São Jorge (+1). Este número subiu para 52 deputados na eleição de 1996 por via do crescimento do número de eleitores recenseados em São Miguel.
- Eleições de 1988 —
- Eleições de 1992 —
- Eleições de 1996 — Entretanto o EPARAA recebeu a sua segunda revisão, operada pela lei n.º 61/98, de 27 de agosto, a qual deixa intocados os mecanismos de cálculo dos deputados e eleger por cada círculo, mas recuperou os círculos da emigração, acrescentando um n.º 3 ao artigo 13.º do EPARAA com a seguinte redação: «Haverá ainda mais dois círculos, um compreendendo os açorianos residentes noutras parcelas do território português e outro os açorianos residentes no estrangeiro, cada um dos quais elegerá um Deputado». Mas tal como acontecera em 1982, esta norma, embora com outra fundamentação, foi considerada inconstitucional pelo acórdão n.º 630/99, de 23 de dezembro, do Tribunal Constitucional. Ficou assim vedada a constituição destes círculos. A terceira alteração à lei eleitoral, introduzida pela lei orgânica n.º 2/2000, de 14 de julho, a qual procedeu à republicação da lei eleitoral para a Assembleia Legislativa da Região Autónoma dos Açores, dando-lhe no essencial a forma que atualmente tem, estabeleceu: «Em cada círculo eleitoral serão eleitos dois deputados e mais um por cada 6000 eleitores ou fracção superior a 1000». Esta redação é meramente a transposição para a lei eleitoral da norma que havia sido introduzida no EPARAA em 1988, e dela resultou a manutenção dos 52 deputados da legislatura anterior.
- Eleições de 2000 — A quarta alteração foi feita pela lei orgânica n.º 2/2001, de 25 de agosto, e visou apenas alargar a possibilidade de voto antecipado, em nada interferindo com o número e a distribuição dos deputados.
- Eleições de 2004 — A quinta alteração foi introduzida pela lei orgânica n.º 5/2006, de 31 de agosto, estabelecendo que: «Em cada círculo eleitoral serão eleitos dois deputados e mais um por cada 6000 eleitores ou fracção superior a 1000.» e «O círculo regional de compensação elege cinco deputados», ou seja transcreve a solução que estava fixada no EPARAA desde 1988, mas acrescentando um círculo regional. Foi também introduzida nova redação no n.º 2 do artigo 12.º, que passou a estabelecer que: «No território eleitoral há nove círculos eleitorais coincidentes com cada uma das ilhas da Região e designados pelo respectivo nome, e um círculo regional de compensação, assim designado, coincidente com a totalidade da área da Região». O n.º 2 do artigo 13.º passou a ler: «O círculo regional de compensação elege cinco deputados». Nos termos do n.º 2 do artigo 16.º, a conversão de votos em mandatos no círculo regional de compensação segue as seguintes regras: «No círculo regional de compensação, a conversão dos votos em mandatos faz-se de acordo com o método de representação proporcional de Hondt, com compensação pelos mandatos já obtidos nos círculos de ilha, obedecendo às seguintes regras: a) Apura-se o número total de votos recebidos por cada lista no conjunto dos círculos de ilha; b) O número de votos apurado por cada lista é dividido, sucessivamente, por 1, 2, 3, 4, 5, etc., sendo os quocientes alinhados pela ordem decrescente da sua grandeza; c) São eliminados, para cada lista, tantos quocientes quantos os mandatos já atribuídos, para o conjunto dos círculos de ilha, nos termos do número anterior; d) Os mandatos de compensação pertencem às listas a que correspondem os maiores termos da série estabelecida pelas regras definidas nas alíneas a) e b), recebendo cada uma das listas tantos mandatos quantos os seus termos da série; e) No caso de restar um só mandato para distribuir e de os termos seguintes da série serem iguais e de listas diferentes, o mandato cabe à lista que tiver obtido menor número de votos». Foi esta a alteração mais inovadora em matéria de número de deputados até agora introduzida, alargando o parlamento de 52 para 57 deputados em resultado da criação de um círculo regional de compensação com 5 deputados adicionais.
- Eleições de 2008 — Entretanto, pela lei n.º 2/2009, de 12 de janeiro, foi aprovada a terceira revisão ao EPARAA, dando-lhe a sua redação atualmente vigente. A matéria referente aos círculos eleitorais passou a constar do artigo 27.º, o qual estabelece apenas que «Cada círculo eleitoral de ilha elege dois deputados e ainda deputados em número proporcional ao dos cidadãos eleitores nele inscritos» e «A lei eleitoral prevê também a existência de um círculo regional de compensação, reforçando a proporcionalidade global do sistema.». Ficou assim exclusivamente dependente da lei eleitoral a fixação do número de deputados. Aproximando-se as eleições de 2012, e perante o crescimento de 192 943 eleitores em 2008 para 225 127 eleitores em 2012, consequência da generalização do Cartão do Cidadão, que indiciava um parlamento com mais de seis dezenas de membros, foi aprovada a sexta alteração à lei eleitoral, pela lei orgânica n.º 2/2012, de 14 de junho, a qual introduziu um artigo 11.º-A com a seguinte redação: «A Assembleia Legislativa da Região Autónoma dos Açores é composta por um máximo de 57 deputados». Por sua vez o artigo 13.º passou a ter a seguinte redação: «1 — Em cada círculo de ilha são eleitos dois deputados e mais um por cada 7250 eleitores ou fração superior a 1000, nos termos do n.º 3.» e «3 — As frações superiores a 1000 eleitores de todos os círculos de ilha são ordenadas por ordem decrescente e os deputados distribuídos pelos círculos eleitorais, de acordo com essa ordenação, até ao limite estabelecido no artigo 11.º -A.» Nos termos do artigo 3.º desta lei, as alterações aplicavam-se «unicamente à eleição da X Legislatura da Assembleia Legislativa da Região Autónoma dos Açores, caducando com a sessão constitutiva da mesma». O objetivo de manter inalterado o número de deputados foi conseguido, e o parlamento ficou com os 57 assentos da legislatura anterior.
- Eleições de 2012 — Finalmente, a sétima alteração resultou da entrada em vigor da lei orgânica n.º 3/2015, de 12 de fevereiro, que simplesmente eliminou a restrição de caducidade e transformou a sexta alteração de transitória em permanente, mantendo inalterada a situação anterior. Ou seja as regras de composição do parlamento ficaram iguais às estabelecidas em 2012. São essas as regras a utilizar nas eleições de 16 de outubro deste ano.
- Eleições de 2016 — marcadas para 16 de outubro.